# Limnophora sinsibaensis
Limnophora sinsibaensis är en tvåvingeart som beskrevs av Shinonaga 2005. Limnophora sinsibaensis ingår i släktet Limnophora och familjen husflugor. Inga underarter finns listade i Catalogue of Life.